# USS Saipan (CVL-48)
O USS Saipan foi um porta-aviões da Marinha dos Estados Unidos, pertencente a Classe Saipan.